# Tituria fuscipennis
Tituria fuscipennis är en insektsart som beskrevs av Kato 1929. Tituria fuscipennis ingår i släktet Tituria och familjen dvärgstritar. Inga underarter finns listade i Catalogue of Life.